# Ironclad Tactics
Ironclad Tactics est un jeu vidéo de stratégie au tour par tour développé et édité par Zachtronics Industries, sorti à partir de 2013 sur Windows, Mac, Linux, PlayStation 4 et Android.
Le jeu se déroule dans une guerre de Sécession alternative.

## Accueil
- PC Gamer : 70 %[1]